# Abraham Samuel Goldstein
Abraham Samuel Goldstein (* 27. Juli 1925 in New York City; † 20. August 2005 in Woodbridge, Connecticut) war ein US-amerikanischer Rechtswissenschaftler.
Nach seiner Schulzeit und der Teilnahme als Soldat am Zweiten Weltkrieg studierte Goldstein Rechtswissenschaften und Wirtschaftswissenschaften.
1956 erhielt Goldstein eine Anstellung an der Yale Law School und war dort ab 1961 als Hochschullehrer für Rechtswissenschaften tätig. Er galt als Experte im Straf- und Prozessrecht. Von 1970 bis 1975 war Goldstein Dekan der Yale Law School. 1975 wurde er in die American Academy of Arts and Sciences gewählt. Er lebte in Woodbridge, Connecticut.

## Publikationen
- 1967: The Insanity Defense
- 1977: The Myth of Judicial Supervision on Three Inquisitorial Systems
- 1980: The Passive Judiciary: Prosecutorial Discretion and the Guilty Plea